# Марканич Юрій Павлович

Юрій Марканич

Юрій Павлович Марканич (народився 4 травня 1957 у смт Брошнів-Осада Рожнятівського р-ну Івано-Франківської області — помер 13 липня 2012) — діяч лемківського руху в Україні.

## Життєпис
Освіта: У 1986 закінчив Київський державний інститут культури імені Олександра Корнійчука.
Трудова діяльність: З 1974 працював столяром Брошнівського лісокомбінату. З 1975 по 1987 — служив у Збройних Силах. З 1987 по 2000 — служив у органах внутрішніх справ України, старший офіцер. З 2000 — пенсіонер органів внутрішніх справ.
Громадська діяльність.
З 2006 на громадських засадах був головою регіонального міжрайонного лемківського товариства «Бескидське земляцтво», з березня 2008 року — член Колегії Всеукраїнського товариства «Лемківщина», з травня 2012 року — член Президії Світової Федерації українських лемківських об'єднань (СФУЛО). Депутат Брошнівської районної ради Івано-Франківської області.
З його ініціативи проводились численні резонансні громадські заходи. Створив у 2010 першу на Прикарпатті «Бойківсько-лемківську світлицю-музей» в смт Брошнів-Осада, був натхненником, засновником та організатором лемківських фольклорно-етнографічних фестивалів.
За його організаційних зусиль проведено заходи по встановленню і освяченню Пам'ятних Хрестів жертвам депортації в селах Бескидів — Криве-Присліп, Довжиця, Смерек, Луг, Ветлина, Струбовисько, Яворець, Завій та інші (повіт Ліско, Польща). В 2012 році також було освячено туристичні шляхи по зниклих селах із встановленнях двомовних польсько-українських вказівників назв на таблицях, дорожних стендах вказівниках.
У 2010 був одним з організаторів духовно-оздоровчого табору для студентської молоді в урочищі Підлюте Рожнятівський р-ну на Івано-Франківщині. Організовував духовно-молодіжний табір для молоді віком від 10-15 років в м. Мичковці (повіт Ліско, Польща).
Організовував і проводив заходи по відродженню культури, побуту, традицій та звичаїв переселенців, котрі були насильницьки виселені з українських історико-етнічних земель в Польщі на територію України в 1944–1946 — науково-практичні конференції, відкриті уроки у школах, Дні Пам'яті, свято «Запусти», майстер-класи з писанкарства «Великодня писанка» та інше.
Був ініціатором створення у м. Івано-Франківську міського товариства ВУТ «Лемківщина».
Регулярно виступав на обласному телебаченні та радіо з питань збереження та відродження культури етнічних українців (лемків, західних бойків). З його ініціативи підготовлено і створено 5 хроніко-документальних фільмів («Вічний поклик серця», «Голосом тихого смутку», «Бескиди — наші серця» та інші). Підготовлено фільм і меморіальний буклет про народну співачку з Брошнева-Осади Ольгу Зубрицьку.
Був організатором і натхненником у спорудженні Церкви депортованих імені святих Апостолів Кирила і Методія в м. Івано-Франківську, членом «Товариства рятування церкви Успення Матері Божої 1829 року» від руїни у м. Балигороді (Польща).